# Cleveland Bay
Cleveland Bay és una raça de cavalls de tir lleuger desenvolupada al districte de Cleveland del comtat de Yorkshire (Anglaterra).

## Característiques
Els cavalls Cleveland tenen una alçada que pot variar entre 163 i 168 cm. El seu pelatge és sempre castany : pèls del cos de color castany amb cua i crinera negres. Els termes castany i bai en català són equivalents.

## Història
Els avantpassats de l'actual cavall de Cleveland es criaven principalment en abadies i monestirs anglesos com a cavalls de bast o de tir emprats en el transport de tota mena de productes. La gent els anomenava "Chapman Horses" (cavalls de viatjant) perquè el comerciants els empraven sovint per les seves qualitats.